# Kotjärnen (Silleruds socken, Värmland, söder om Lelången)
Kotjärnen är en sjö i Årjängs kommun i Värmland och ingår i Göta älvs huvudavrinningsområde.